# جيهان طلعت
جيهان طلعت كاتبة وإذاعية من مواليد 1973.

## سيرتها
تخرجت من كلية الإعلام جامعة القاهرة وكانت من أوائل الدفعة وبعد التخرج التحقت بالعمل باتحاد الإذاعة والتليفزيون .
كتبت في العديد من الصحف المصرية والعربية والمواقع الالكترونية ، كما كان لها تجارب عدة في الترجمة الصحفية والتي درستها على يد الصحفي والكاتب عمرو عبد السميع وذلك قبل انتقالها إلى التليفزيون.
عملت مساعد مخرج ثم مخرج منفذ بقناة النيل الدولية، وقناة النيل للدراما، ثم انتقلت للعمل بالإذاعة بعد ان اجتازت اختبار رسمى كان به العديد من عمالقة الإذاعة ومنهم جلال معوض، وفاروق شوشة، وهالة الحديدي. والتي قامت بتدريبها مع دفعتها من المذيعين.
تدرجت في المناصب الادارية من مدير إدارة ربات البيوت إلى مدير المتابعة والتدريب بإذاعة البرنامج العام ثم عضواً بالمجلس الأعلى للثقافة.

## البرامج الإذاعية
لها العديد من البرامج الاذاعية منها البرامج الدينية والتاريخية، كما قامت بدور الراوية في عدد من المسلسلات الدينية .

### دور الراوية
- دور الراوية في المسلسل الديني الامام الشافعى والذي أذيع عام 2010 بطولة عفاف شعيب وعادل هاشم ومحيي الدين عبد المحسن ومديحة حمدي.
- دور الراوية في مسلسل الإمام مسلم 2013 . بطولة طارق الدسوقي، مديحة حمدي، نادية رشاد .
- قطوف الأدب من كلام العرب مع الاذاعي حازم طه.
- «شخصيات مصرية» حيث قامت بدور الراوية عن أم كلثوم وعلي أمين ومصطفي أمين وغيرهم

### البرامج الدينية

#### «نساء في حياة الأنبياء»: تناول البرنامج الشخصيات النسائية التي كان لها أثر في حياة الرسول.
| البرنامج                     | الإذاعة        | العام |                                        |
| ---------------------------- | -------------- | ----- | -------------------------------------- |
| "القلب في القرآن"            | البرنامج العام | 2005  |                                        |
| في رحاب الشفاعة              | البرنامج العام | 2007  |                                        |
| "رجال ونساء" نزل فيهم القرآن | البرنامج العام | 2008  |                                        |
| إن مع العسر يسرا             | البرنامج العام | 2011  |                                        |
| "التوابون"                   | البرنامج العام | 2012  |                                        |
| لمحات من حياة الصديق .       | البرنامج العام | 2013  |                                        |
| "رجال ونساء" نزل فيهم القرآن | البرنامج العام | 2009  |                                        |
| على هدى الفاروق              | البرنامج العام | 2014  |                                        |
| مع التابعين .                |                | 2015  |                                        |
| سفراء النبى                  | البرنامج العام | 2016  |                                        |
| سماحة الاسلام                | البرنامج العام | 2017  |                                        |
| نساء في حياة الأنبياء        | البرنامج العام |       |                                        |
| هؤلاء يحبهم الله             | البرنامج العام | 2018  | ضيف البرنامج الدكتور والداعية وليد مطر |

تناول برنامج نساء في حياة الأنبياء كل الشخصيات النسائية التي كان لها أثر في حياة الأنبياء، مثل خديجة بنت خويلد، وأم موسي، ومن بنات النبي أم كلثوم ورقية وفاطمة، وزينب بنت خزيمة وحفصة بنت عمر وسارة زوجة إبراهيم، وآسيا بنت مزاحم.

### حكاية من قلب مصر
برنامج «حكاية من قلب مصر» حيث يستعرض البرنامج الأماكن الأثرية واللامعة والتي لها ذكريات وطنية مثل خان الخليلي والأزبكية وحي الغورية وغيرها من الأحياء الآثرية في حياة المستمعين المصريين ومدي ارتباط هذه الأسماء مع السكان بالشارع والمنطقة ويقدم نبذة عن تاريخ الحي ونشأته والبرنامج من تأليف د. وليد برهام .

### الإذاعات الخارجية
في عام 2018 قامت بنقل وتغطية العديد من الاذاعات الخارجية وخاصة تغطية العديد من المشروعات التي افتتحها الرئيس عبد الفتاح السيسى وخاصة مشروعات شرق التفريعة، وبورسعيد، بالإضافة لنقل وتغطية مؤتمر العودة للجذور برعاية وزيرة الهجرة د. نبيلة مكرم. ومؤتمر اطلاق طاقات المصريين بحضور رئيس الجمهورية.